# Rhyzobius chrysomeloides
Rhyzobius chrysomeloides é uma espécie de insetos coleópteros polífagos pertencente à família Coccinellidae.
A autoridade científica da espécie é Herbst, tendo sido descrita no ano de 1792.
Trata-se de uma espécie presente no território português.